# Arachniodes repens
Arachniodes repens är en träjonväxtart som beskrevs av Kurata. Arachniodes repens ingår i släktet Arachniodes och familjen Dryopteridaceae. Inga underarter finns listade.